# 李仁裕
李仁裕（？—944年），党项族，五代十国时夏州定难军节度使李仁福从兄。
李仁裕任宥州刺史，多战功，羌人服其威猛。唐庄宗同光二年（924年）四月，受李仁福之命，奉表入贺后唐。后晋天福八年（943年），绥州刺史李彝敏作乱，奔入南山中，李仁裕率领所部追击，战败，被杀。